# حسن محمد علي
حسن محمد علي (بالملايوية: Hasan Mohd Ali)‏ هو سياسي ماليزي، ولد في 28 نوفمبر 1947 في كلاغ في ماليزيا. حزبياً، نشط في الحزب الإسلامي الماليزي. وقد انتخب عضو ديوان الرعية ‏.